# Poysdorf
Poysdorf là một thị xã thuộc huyện Mistelbach trong bang Niederösterreich.